# Holoaerenica
Holoaerenica – rodzaj chrząszczy z rodziny kózkowatych i z podrodziny zgrzypikowych. 

## Zasięg występowania
Przedstawiciele tego rodzaju występują w Ameryce Płn. i Płd. od Meksyku na płn. po Argentynę na płd..

## Systematyka
Do Holoaerenica zaliczanych jest 6 gatunków:
- Holoaerenica alveolata
- Holoaerenica apleta
- Holoaerenica bistriata
- Holoaerenica multipunctata
- Holoaerenica obtusipennis
- Holoaerenica punctata